# Cucullia japonica
Cucullia japonica är en fjärilsart som beskrevs av Matsumura. Cucullia japonica ingår i släktet Cucullia och familjen nattflyn. Inga underarter finns listade i Catalogue of Life.